# Central hidroeléctrica La Confluencia
La central hidroeléctrica La Confluencia es una planta hidroeléctrica de tipo pasada ubicada en el valle del Tinguiririca, en la Región de O'Higgins. Inaugurada en diciembre de 2010, capta a través de tres bocatomas parte del caudal de los ríos Tinguiririca, Portillo y Azufre, así como también de varios cursos menores. Presenta una capacidad instalada de 163 MW.
La central La Confluencia esta registrada desde 2011 para emitir y comercializar bonos de carbono bajo el Mecanismo de desarrollo limpio del Protocolo de Kioto, es decir, tiene alrededor de 425 mil bonos de carbono anuales, los que pueden ser transados en mercados internacionales.
La central resultó con daños estructurales tras el temporal de junio de 2023 y debió mantenerse fuera de servicio hasta diciembre de ese año, cuando volvió a ponerse en funcionamiento tras los trabajos que se realizaron.